# Стьоб
Стьоб — стиль спілкування, при якому активно, але не в агресивній формі, використовуються парадокси, іронія, насмішка та навіть знущання над співбесідником.

## Сутність
Стьоб є витонченою грою, яку здатний розуміти інший, проте недоступний для окремих людей, через що стьоб може виступати формою не тільки жарту (зустрічний стьоб), але й знущання, висміювання перед іншими («інтелектуальний расизм»). В нормі стьоб є витонченою грою розумних людей.
Інколи стьоб тлумачать як «приниження у дозволених дозах».

## Словникові визначення
- За словопедією, «СТЬОБ (-у) ч. мол. 1. Знущально-аґресивне, до певної міри парадоксальне, мислення, ставлення до чогось; відповідна поведінка… 2. Іронічний, насмішливий стиль в літературі, живопису, кіні…»
- за вікісловником, «1. Юморити, жартувати, прикалуватися, знущатися іронічно над кимось, насміхатися але вдало це приховувати. 2. Неправдиве і непрофесійне поширення „смаленої“ інформації про когось в новинах чи розмовах.»

У «Словнику української мови в 11 томах», що фіксує українську лексику 1970-х років, наводиться, окрім основного значення («шити стібками», «хльостати», «шмагати»), також значення «говорячи різко, дошкульно, досаждати кому-небудь», «піддавати гострій критиці».

## У творчості
Приклади у творчості:
- Творчий спадок Сестрички Віки

Сестричка Віка

- Проєкт «Лагідна українізація» Антона Мухарського
- Музичні кліпи та пісні комедійного проєкту «Чоткий Паца»
- Пісні та музичні кліпи гурту «Пающіє труси»
- Пісні гурту «ТІК»
- Музичні кліпи та пісні гумористично-музичного гурту «MDMA»
- Твори Василя Кожелянки